# Лусенс, Янис
Я́нис Лу́сенс (латыш. Jānis Lūsēns; род. 7 апреля 1959, Лиепая) — советский и латвийский композитор, музыкант, основатель и руководитель группы «Зодиак».

## Биография
Окончил лиепайскую среднюю школу № 1. Затем обучался в музыкальной академии имени Язепа Витола у Яниса Иванова.
Во время учёбы в консерватории организовал группу Zodiac, выпустившую в 1980 году дебютный альбом электронной инструментальной музыки Disco Alliance, который имел большую популярность у советских слушателей. Группа распалась в 1992 году, но с середины 2000-х годов снова начала выступать, исполняя старый материал.
В настоящее время, помимо электронной музыки, Янис Лусенс пишет композиции для оперы и музыкальных спектаклей.

## Семья
Сын — Янис Лусенс-младший, тоже музыкант. Жена — певица и преподаватель вокала Майя Лусена, работает в церковном хоре и пишет песни.

## Награды
- орден Трёх звёзд V степени (1998)
- орден Трёх звёзд IV степени (2009)